# Esquivando charcos
Esquivando charcos es el primer álbum de estudio hecho por la banda de rock argentina La Renga. Lanzado en el año 1991, bajo el sello discográfico PolyGram.
Ellos mismos repartieron en forma de casetes piratas en 1991. Más adelante este álbum salió en formato de CD.

## Portada
La portada del álbum, realizada por Chizzo, muestra un dibujo hecho a mano alzada de un borracho acostado de espalda con ambas piernas en alto en medio de la calle de un barrio común. La imagen está hecha con trazos negros sobre un fondo blanco y en su parte superior izquierda presenta "La Renga" con letras negras y en la parte inferior izquierda y con letras más pequeñas el nombre del álbum, "Esquivando charcos". La versión original de 1991 tiene un logo distinto al usado posteriormente.

## Gira
Es la primera gira que realizó La Renga para presentar su primer disco. Comenzó el 13 de abril de 1991 y terminó el 23 de octubre de 1993. En 1992, en medio de la gira de presentación del primer disco, Raúl "Locura" Dilello decide dejar la banda por problemas personales. Esto hizo que Gustavo "Chizzo" Nápoli, con sólo 25 años de edad, quedase como primer y único guitarrista.

## Lista de canciones
- Todos las canciones compuestas por Gustavo F. "Chizzo" Napoli.

| N.º | Título                              | Duración |  |
| 1.  | «Somos los mismos de siempre»       | 3:12     |  |
| 2.  | «Moscas verdes, para el charlatán»  | 4:10     |  |
| 3.  | «Embrolos, fatos y paquetes»        | 4:31     |  |
| 4.  | «Luciendo mi saquito blusero»       | 3:09     |  |
| 5.  | «Voy a bailar a la nave del olvido» | 4:03     |  |
| 6.  | «Buseca y vino tinto»               | 3:03     |  |
| 7.  | «El juicio del ganso»               | 4:55     |  |
| 8.  | «Negra mi alma, negro mi corazón»   | 4:04     |  |
| 9.  | «Blues de Bolivia»                  | 4:43     |  |

## Músicos
'La Renga'
- Chizzo: Voz y Guitarra
- Locura: Guitarra
- Tete: Bajo
- Tanque: Batería

'Invitados'
- Chiflo: Saxofón